# Soběslav II. (Böhmen)
Soběslav II. (* um 1128; † 29. Januar 1180) war Herzog von Böhmen und Landgraf von Mähren aus dem Geschlecht der Přemysliden.

## Leben

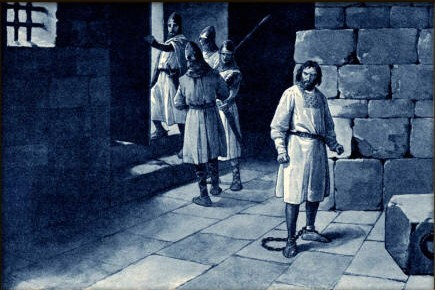
Soběslav II. in der Gefangenschaft auf Burg Přimda.

Der zweitgeborene Sohn von Soběslav I. ging nach dem Tod des Vaters zunächst fort aus Böhmen. Er versuchte während der Abwesenheit des Herzogs Vladislav II. auf dem zweiten Kreuzzug die Krone zu gewinnen, wurde aber 1148 bei Zdice durch Děpold auf der Burg Přimda inhaftiert. 1150 gelang ihm die Flucht. Er fand Unterschlupf am Hof von Friedrich Barbarossa. 1161 besetzte er Olmütz. Vladislav konnte Soběslav nicht besiegen und lud ihn deshalb nach Prag ein. Dort wurde er wieder gefangen genommen und erneut bis 1173 auf der Burg Přimda arrestiert, bis er auf Geheiß des Kaisers entlassen werden musste.
1173 trat Vladislav II. ab und übergab die Regierung seinem Sohn Friedrich (Bedřich). Der Kaiser entmachtete Friedrich, der ohne seine ausdrückliche Zustimmung eingesetzt worden war, und ernannte Soběslavs II. Bruder Oldřich zum Herzog. Dieser besaß jedoch keine Unterstützung im böhmischen Adel und gab die Herrschaft sofort an Soběslav II. weiter.
Schnell wurde der neue Herzog auf der Seite Barbarossas in die Auseinandersetzungen zwischen Kaiser und Papst hineingezogen. Im Streit mit den Babenbergern Heinrich und Herzog Leopold überfiel er 1176 das Herzogtum Österreich. Damit zog er sich den Bann des Papstes zu. Gleichzeitig wuchs auch der Widerstand innerhalb des böhmischen Adels, angeführt durch den mährischen Markgrafen Konrad III. Otto und Herzog Friedrich. Sie intervenierten beim Kaiser und da sich die Beziehungen zwischen Papst und Kaiser ebenfalls verbessert hatten, setzte Barbarossa Soběslav 1178 ab. 
Mit kaiserlicher Unterstützung wählte der böhmische Adel Friedrich (Bedřich) erneut zum Herzog. Der neue Herzog marschierte in Mähren und 1178 in Prag ein. 
Als Friedrich vom Kaiser nach Schwaben berufen wurde, versuchte Soběslav II. die Prager Burg zu erobern. Nach einem ersten Sieg Soběslavs in der blutigen Schlacht von Loděnice am 23. Januar 1179, in der auf beiden Seiten viele führende Adelige fielen, konnte Friedrich ihn bei der Prager Neustadt vernichtend schlagen. Soběslav II. flüchtete nach Polen, wo er 1180 starb. Er hinterließ seine Frau Elisabeth von Großpolen, Tochter des polnischen Herzogs Mieszko III. Die Ehe blieb kinderlos.